# Canton de Saint-Florentin
Le canton de Saint-Florentin est une circonscription électorale française du département de l'Yonne.

## Histoire
À la suite du redécoupage cantonal de 2014, les limites territoriales du canton sont remaniées. Le nombre de communes du canton passe de 5 à 22.

## Représentation

### Conseillers d'arrondissement (de 1833 à 1940)
| Période                                  | Période | Identité                                   | Étiquette             | Qualité |
| ---------------------------------------- | ------- | ------------------------------------------ | --------------------- | --- |
| 1833                                     | 1836    | Charles Alphonse Moiset (1791-?)           |                       | Médecin, maire de Saint-Florentin                                                                           |
| 1836                                     | 1842    | Sébastien Adolphe Gallimard (1800-1882)    |                       | Propriétaire à Saint-Florentin                                                                              |
| 1842                                     | 1848    | Étienne Leclerc de Champgobert (1788-1865) |                       | Ancien officier de marine, propriétaire à Saint-Florentin                                                   |
| 1848                                     | 1852    | Philippe Théodore Hermelin (1816-1893)     |                       | Avocat à Saint-Florentin                                                                                    |
| 1852                                     | 1855    | Didier Leclerc (1805-1866)                 |                       | Médecin, propriétaire à Saint-Florentin                                                                     |
| 1855                                     | 1865    | Philippe Théodore Hermelin                 |                       | Avocat à Saint-Florentin                                                                                    |
| 1865                                     | 1870    | Eugène Victor Espinas (1815-1884)          |                       | Ancien notaire, Saint-Florentin                                                                             |
| 1870                                     | 1883    | Ernest Denizot                             |                       | Propriétaire à Saint-Florentin                                                                              |
| 1883                                     | 1886    | Philippe Émile Louis Denis                 |                       | Vétérinaire à Saint-Florentin                                                                               |
| 1886                                     | 1889    | Félix Lordereau                            | Républicain           | Médecin, maire de Saint-Florentin                                                                           |
| 1889                                     | 1892    | Edmond Vérolot                             |                       | Ancien notaire, propriétaire à Saint-Florentin                                                              |
| 1892                                     | 1901    | Louis Julien Lemaître (1826-1898)          |                       | Vétérinaire à Saint-Florentin                                                                               |
| 1901                                     | 1913    | M. Lenoir                                  |                       | Propriétaire à Saint-Florentin                                                                              |
| 1913                                     | 1922    | Georges Dépré (1862-1931)                  |                       | Industriel, conseiller municipal de Saint-Florentin                                                         |
| 1922                                     | 1928    | Albert Joly                                |                       | Ancien chef de dépôt aux chemins de fer, Saint-Florentin                                                    |
| 1928                                     | 1940    | Victor Pichon (1872-1949)                  | Indépendant de gauche | Cultivateur, maire de Chéu                                                                                  |
| 1940                                     |         |                                            |                       | Les conseils d'arrondissement ont été suspendus par la loi du 12 octobre 1940 et n'ont jamais été réactivés |
| Les données manquantes sont à compléter. |         |                                            |                       | |

### Conseillers généraux de 1833 à 2015
| Période | Période      | Identité                            | Étiquette              | Qualité                                                                                        |
| ------- | ------------ | ----------------------------------- | ---------------------- | ---------------------------------------------------------------------------------------------- |
| 1833    | 1839         | M. Bernard d'Héry                   | Tiers-État             | Propriétaire à Auxerre                                                                         |
| 1839    | 1845 (décès) | Baron Louis Jean Desaix             | Majorité ministérielle | Maréchal-de-camp, commandant le département à Auxerre Ancien député du Puy-de-Dôme (1831-1834) |
| 1845    | 1852         | Jean-Baptiste Polycarpe de Courtive |                        | Propriétaire Maire de Saint-Florentin                                                          |
| 1852    | 1861         | Charles Moiset                      |                        | Médecin Propriétaire à Saint-Florentin, ancien conseiller d'arrondissement                     |
| 1861    | 1865 (décès) | Comte Rodolphe d'Ornano             | Majorité dynastique    | Ancien préfet de l'Yonne Premier Maître des cérémonies Député (1853-1865)                      |
| 1865    | 1871         | Philippe-Théodore Hermelin          |                        | Juge de paix à Saint-Florentin                                                                 |
| 1871    | 1889         | Jules Frédéric Lancôme              | Républicain            | Rentier, propriétaire Maire de Saint-Florentin (1870-1874, 1876-1881, 1884-1887 et 1892-1900)  |
| 1889    | 1907         | Félix Lordereau                     | Rad.                   | Médecin Sénateur (1900-1909) Conseiller municipal de Saint-Florentin                           |
| 1907    | 1913         | Henri Vincent                       | Rad.                   | Propriétaire Maire de Saint-Florentin                                                          |
| 1913    | 1940         | Gaston Meslier                      | Rad.                   | Maire de Vergigny Nommé conseiller départemental en 1943                                       |
|         |              |                                     |                        |                                                                                                |
| 1945    | 1949         | Adolphe Rol                         | SFIO                   | Marchand de nouveautés à Saint-Florentin                                                       |
| 1949    | 1952 (décès) | Pierre Coudry                       | DVD                    | Ancien notaire Maire de Saint-Florentin (1939-1952)                                            |
| 1952    | 1961         | Adolphe Rol                         | SFIO puis Soc.ind.     | Marchand de nouveautés à Saint-Florentin                                                       |
| 1961    | 1973         | Robert Gourmand                     | SE puis RI             | Gérant de société Maire de Saint-Florentin (1971-1974)                                         |
| 1973    | 1985         | Francis Bladou (1929-2006)          | MRG puis PS            | Médecin à Saint-Florentin                                                                      |
| 1985    | 2001         | Jean Lancray                        | UDF-PR puis DL         | Négociant en grains et transporteur retraité Maire de Saint-Florentin (1989-2001)              |
| 2001    | 2004 (décès) | Gérard Magne                        | UMP                    | Maire de Saint-Florentin (2001-2004)                                                           |
| 2005    | 2015         | Eliane Magne (épouse du précédent)  | DVD                    | Préparatrice en pharmacie retraitée, Saint-Florentin                                           |

### Représentation depuis 2015
| Période élective | Période élective | Mandat | Mandat   | Identité             | Nuance | Nuance | Qualité |
| ---------------- | ---------------- | ------ | -------- | -------------------- | ------ | ------ | --- |
| 2015             | 2021             | 2015   | 2021     | Gérard André         |        | DVD    | Chef d'entreprise à Saint-Florentin |
| 2015             | 2021             | 2015   | 2021     | Marie-Laure Capitain |        | DVD    | Chef d'entreprise Ancienne conseillère générale du canton de Flogny-la-Chapelle (1998-2015) Ancienne maire de Carisey 2ème Vice-Présidente du Conseil départemental |
| 2021             | 2028             | 2021   | en cours | Gérard André         |        | DVD    | Conseiller sortant |
| 2021             | 2028             | 2021   | en cours | Marie-Laure Capitain |        | DVD    | Conseillère sortante, 2ème Vice-Présidente du conseil départemental, chargée des Finances                                                                           |

### Résultats détaillés

#### Élections de mars 2015
À l'issue du 1er tour des élections départementales de 2015, deux binômes sont en ballottage : Mehdi Barbot et Isabelle Janillon (FN, 35,49 %) et Gérard André et Marie-Laure Capitain (UDI, 20,26 %). Le taux de participation est de 51,7 % (6 837 votants sur 13 225 inscrits) contre 51,97 % au niveau départemental et 50,17 % au niveau national.
Au second tour, Gérard André et Marie-Laure Capitain (UDI) sont élus avec 56,13 % des suffrages exprimés et un taux de participation de 52,76 % (3 593 voix pour 6 978 votants et 13 225 inscrits).

#### Élections de juin 2021
Le premier tour des élections départementales de 2021 est marqué par un très faible taux de participation (33,26 % au niveau national). Dans le canton de Saint-Florentin, ce taux de participation est de 29,68 % (3 825 votants sur 12 887 inscrits) contre 35,12 % au niveau départemental. À l'issue de ce premier tour, deux binômes sont en ballottage : Gérard André et Marie-Laure Capitain (DVD, 40,47 %) et Catherine Cheuillot-Gaudeau et Éric Rosamel (RN, 30,31 %).
Le second tour des élections est marqué une nouvelle fois par une abstention massive équivalente au premier tour. Les taux de participation sont de 34,36 % au niveau national, 36,29 % dans le département et 31,3 % dans le canton de Saint-Florentin. Gérard André et Marie-Laure Capitain (DVD) sont élus avec 64,63 % des suffrages exprimés (2 427 voix pour 4 035 votants et 12 890 inscrits),,.

## Composition

### Composition avant 2015
Le canton regroupait cinq communes.
| Nom                         | Code Insee | Codepostal | Superficie (km2) | Population (dernière pop. légale) | Densité (hab./km2) |
| --------------------------- | ---------- | ---------- | ---------------- | --------------------------------- | ------------------ |
| Saint-Florentin (chef-lieu) | 89345      | 89600      | 28,60            | 4 733 (2012)                      | 165                |
| Chéu                        | 89101      | 89600      | 7,61             | 540 (2012)                        | 71                 |
| Germigny                    | 89186      | 89600      | 11,87            | 549 (2012)                        | 46                 |
| Jaulges                     | 89205      | 89360      | 12,35            | 462 (2012)                        | 37                 |
| Vergigny                    | 89439      | 89600      | 38,01            | 1 561 (2012)                      | 41                 |

### Composition depuis 2015
Le canton de Saint-Florentin comprend désormais vingt-deux communes entières.
| Nom                                     | Code Insee | Intercommunalité     | Superficie (km2) | Population (dernière pop. légale) | Densité (hab./km2) | Modifier                                    |
| --------------------------------------- | ---------- | -------------------- | ---------------- | --------------------------------- | ------------------ | ------------------------------------------- |
| Saint-Florentin (bureau centralisateur) | 89345      | CC Serein et Armance | 28,60            | 4 230 (2022)                      | 148                | modifier les données · modifier les données |
| Beaumont                                | 89031      | CC Serein et Armance | 6,55             | 620 (2022)                        | 95                 | modifier les données · modifier les données |
| Beugnon                                 | 89041      | CC Serein et Armance | 7,70             | 286 (2022)                        | 37                 | modifier les données · modifier les données |
| Butteaux                                | 89061      | CC Serein et Armance | 7,55             | 255 (2022)                        | 34                 | modifier les données · modifier les données |
| Chailley                                | 89069      | CC Serein et Armance | 16,51            | 525 (2022)                        | 32                 | modifier les données · modifier les données |
| Chemilly-sur-Yonne                      | 89096      | CC Serein et Armance | 5,72             | 895 (2022)                        | 156                | modifier les données · modifier les données |
| Chéu                                    | 89101      | CC Serein et Armance | 7,61             | 532 (2022)                        | 70                 | modifier les données · modifier les données |
| Germigny                                | 89186      | CC Serein et Armance | 11,87            | 531 (2022)                        | 45                 | modifier les données · modifier les données |
| Hauterive                               | 89200      | CC Serein et Armance | 9,56             | 393 (2022)                        | 41                 | modifier les données · modifier les données |
| Héry                                    | 89201      | CC Serein et Armance | 21,19            | 1 789 (2022)                      | 84                 | modifier les données · modifier les données |
| Jaulges                                 | 89205      | CC Serein et Armance | 12,35            | 431 (2022)                        | 35                 | modifier les données · modifier les données |
| Lasson                                  | 89219      | CC Serein et Armance | 7,07             | 142 (2022)                        | 20                 | modifier les données · modifier les données |
| Mont-Saint-Sulpice                      | 89268      | CC Serein et Armance | 19,62            | 783 (2022)                        | 40                 | modifier les données · modifier les données |
| Neuvy-Sautour                           | 89276      | CC Serein et Armance | 19,06            | 881 (2022)                        | 46                 | modifier les données · modifier les données |
| Ormoy                                   | 89282      | CC Serein et Armance | 13,33            | 650 (2022)                        | 49                 | modifier les données · modifier les données |
| Percey                                  | 89292      | CC Serein et Armance | 9,56             | 248 (2022)                        | 26                 | modifier les données · modifier les données |
| Seignelay                               | 89382      | CC Serein et Armance | 13,47            | 1 460 (2022)                      | 108                | modifier les données · modifier les données |
| Sormery                                 | 89398      | CC Serein et Armance | 30,56            | 386 (2022)                        | 13                 | modifier les données · modifier les données |
| Soumaintrain                            | 89402      | CC Serein et Armance | 10,61            | 212 (2022)                        | 20                 | modifier les données · modifier les données |
| Turny                                   | 89425      | CC Serein et Armance | 24,87            | 650 (2022)                        | 26                 | modifier les données · modifier les données |
| Vergigny                                | 89439      | CC Serein et Armance | 38,01            | 1 501 (2022)                      | 39                 | modifier les données · modifier les données |
| Villiers-Vineux                         | 89474      | CC Serein et Armance | 11,18            | 282 (2022)                        | 25                 | modifier les données · modifier les données |
| Canton de Saint-Florentin               | 8915       |                      | 332,55           | 17 682 (2022)                     | 53                 | modifier les données                        |

## Démographie

### Démographie avant 2015
| 1962  | 1968  | 1975  | 1982  | 1990  | 1999  | 2006  | 2011  | 2012  |
| ----- | ----- | ----- | ----- | ----- | ----- | ----- | ----- | ----- |
| 6 597 | 8 025 | 9 693 | 9 480 | 9 382 | 8 699 | 8 140 | 7 792 | 7 845 |

### Démographie depuis 2015
En 2022, le canton comptait 17 682 habitants, en évolution de −3,59 % par rapport à 2016 (Yonne : −1,95 %, France hors Mayotte : +2,11 %).
| 2013   | 2018   | 2022   |
| ------ | ------ | ------ |
| 18 890 | 18 199 | 17 682 |